# Chef de la sécurité
Pour les articles homonymes, voir CSO.
Le chef de la sécurité (en anglais, Chief Security Officer ou CSO) est le cadre supérieur au sein d'une organisation responsable de l'élaboration et de la surveillance des politiques et des programmes visant à atténuer les risques de sécurité reliés aux personnes, aux actifs intellectuels, à la réputation et aux biens physiques.
Lorsqu'il y a également chef de la sécurité des systèmes d'information (en anglais, Chief Information Security Officer ou CISO) dans l'organisation, alors c'est ce dernier qui s'occupe de la sécurité informatique, c'est-à-dire de la sécurité des informations, des applications informatiques, des équipements informatiques et des réseaux informatiques de l'organisation.